# Ханаш, Ян
Ян Ханаш (пол. Jan Hanasz; 29 июля 1934, Торунь — 18 октября 2020) — польский астроном и активист движения «Солидарность». Едва ли не единственный известный взломщик телевизионного сигнала (в США задокументировано ещё три случая взлома, однако два из них так и остались анонимными, а третий был осуществлен работником телевещательной станции). Член академии наук, профессор.

## Взлом телевизионного сигнала
Это и произошло в польском городе Торунь в сентябре 1985 года, когда во время вечерних новостей на экране у многих телезрителей появилось антисоветское послание: «Довольно повышения цен, лжи и репрессий! „Солидарность“, Торунь». Еще через пару недель зрители увидели второе послание: «Наш долг — бойкотировать выборы"», — и логотип «Солидарности». Взлом телесигнала совершили Ян Ханаш и трое его коллег-астрономов, которые сумели раздобыть настоящий телетрансмиттер, подключить его к примитивному компьютера Sanyo и внедриться на телеэкраны Торуни. Дело происходило на квартире у Яна, антенну вынесли на балкон. В первый раз источник сигнала не успели заметить, однако после второй вещательной сессии за астрономами пришли. Ян и его друзья были арестованы и обвинены в подстрекательстве к публичным беспорядкам. В 1986 году их судили. Однако, принимая во внимание значительные заслуги астрономов перед наукой и очевидный кризис коммунистического правления в стране, Ян и его коллеги отделались штрафом и предупреждением. Ханаш также был понижен в должности и ненадолго отстранён от работы над спутниковым проектом в институте, однако в 1987 году он вернулся на место.
Умер 18 октября 2020 года.